# Friedrich von Logau
Friedrich von Logau (nom de plume : Salomon von Golaw), né au manoir de Dürr-Brockuth (Basse-Silésie) vers 1604 et mort à Liegnitz le 24 juillet 1655, est un poète baroque et auteur d’épigrammes allemand.

## Biographie
Il est le fils de Georg von Logau, propriétaire foncier dans le duché de Brieg, et de son épouse Anna von Reideburg. Son père est mort peu de temps après sa naissance.
Après ses études au lycée de Brieg, il s'inscrit à la faculté de droit à l'université d'Altdorf (Nuremberg) en 1625. En rentrant en Silésie, il a exploité ses terres aux temps obscurs de la guerre de Trente Ans. En 1644, il est entré au service du duc Louis IV de Brieg et il suit son seigneur à la cour de Liegnitz en 1653. L'année suivante, il a été nommé conseiller d'Etat et maréchal de la cour.

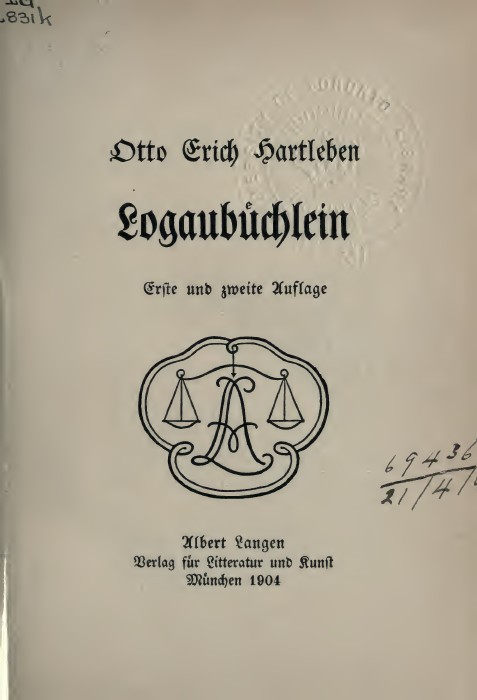
Logaubüchlein, 1904.

Depuis 1648, il fait partie de la Société des fructifiants (Fruchtbringende Gesellschaft), la plus importante  des sociétés philologiques et littéraires, fondée en 1617 pour perfectionner la langue et la littérature allemande. Logau est le meilleur auteur de plus de trois mille épigrammes allemands. Bon poète, et homme de bon sens, il a donné à ses petites pièces un ton grave et élevé. Ses épigrammes ont été réunies sous le titre : Deux cents sentences rimés de Salomon  de Golow (1638).
Ce poète baroque a été redécouvert par Gotthold Ephraim Lessing et Karl Wilhelm Ramler au XVIIIe siècle. Un ouvrage de référence en français lui est consacré : Friedrich von Logau, L'art de l'épigramme, Fabienne Malapert, Fabienne, Peter Lang éditeur, 2002.